# Tlalnehuepan
Tlalnehuepan är en ort i Mexiko.   Den ligger i kommunen Carrillo Puerto och delstaten Veracruz, i den sydöstra delen av landet, 280 km öster om huvudstaden Mexico City. Tlalnehuepan ligger 158 meter över havet och antalet invånare är 232.
Terrängen runt Tlalnehuepan är platt. Runt Tlalnehuepan är det ganska tätbefolkat, med 65 invånare per kvadratkilometer. Närmaste större samhälle är Cuitláhuac, 19,8 km väster om Tlalnehuepan. Omgivningarna runt Tlalnehuepan är en mosaik av jordbruksmark och naturlig växtlighet.